# Monica Bonvicini
Monica Bonvicini (*  1965 in Venedig, Italien) ist eine italienische Künstlerin und Professorin für Bildhauerei. Sie lebt in Berlin. Bonvicini untersucht in ihren Arbeiten das Zusammenspiel von Machtverhältnissen, Geschlechterrollen und Architektur. Ihre Werke reflektieren die Bedeutung von Kunstproduktion unter gesellschaftsrelevanten Aspekten sowie die Performativität der Sprache.
Bonvicini arbeitet in verschiedenen künstlerischen Medien wie Skulptur, Installation, Video, Zeichnung und Fotografie und mit einer Vielzahl von Materialien, die vornehmlich aus dem Vokabular der Architektur kommen. Die Kunstwerke verwenden oft Sprache und Text, Humor und Ironie. Zuweilen mutig explizit, verschieben und untergraben die Werke institutionelle Grenzen und stellen die Rolle des Betrachters in Frage. Bonvicinis Installationen sind oftmals ortsspezifisch und schaffen diskursive Displays, die sich auf einen Ausstellungsort und dessen betrieblichen Kontext beziehen, wie beispielsweise in den Ausstellungen 2003 in der Wiener Secession und 2019 im Belvedere21. Bonvicini setzt sich kritisch mit dem Erbe der Moderne auseinander, sowohl als künstlerische als auch als gesellschaftliche Epoche. Sie bezieht sich auch häufig auf Minimalismus, Konzeptkunst, Dada und Surrealismus. Auch zeichnet sich ihr Werk durch Institutionskritik sowie Bezüge auf feministische und queere Subkulturen und Bürgerrechts- und andere politische Bewegungen aus.
Permanent installierte Skulpturen von Monica Bonvicini befinden sich im Queen Elizabeth Olympic Park, London, auf dem Oslofjord vor dem Opernhaus von Oslo, dem Istanbul Museum of Modern Art und dem Weserburg Museum für Moderne Kunst, Bremen. 2022 erhielt sie die deutsche Staatsbürgerschaft und wurde als Mitglied in die Akademie der Künste Berlin aufgenommen.

## Biografie

### Studium und Lehre
Monica Bonvicini studierte an der Hochschule der Künste Berlin und am California Institute of the Arts (CalArts), Valencia, Kalifornien. Im Rahmen des Artist in Residence Stipendiums des Berliner Senats für Kulturelle Angelegenheiten und der Whitechapel Art Gallery, London verbrachte Bonvicini von 1995 bis 1996 ein Jahr in London. Von 1998 bis 2002 lebte sie in Los Angeles, wo sie unter anderem 1998 bis 1999 als Gastdozentin am Art Center College of Design, Pasadena, unterrichtete.
2003 übernahm sie die Professur für Performative Kunst und Bildhauerei an der Akademie der bildenden Künste Wien. Seit 2017 ist sie Professorin für Bildhauerei an der Universität der Künste Berlin.

### Karriere
Bonvicini begann Mitte der 1990er Jahre ihr Werk international auszustellen. Ihre künstlerische Praxis untersucht das Verhältnis zwischen Architektur und der Konstruktion von Sexualität, Geschichte und Macht. Ihre Arbeiten wurden auf Biennalen weltweit präsentiert, darunter die Berlin Biennale (1998, 2003, 2014), Istanbul Biennale (2003, 2017) sowie Venedig Biennale (1999, 2001, 2005, 2011, 2015) und befinden sich in öffentlichen Sammlungen.
Monica Bonvicini arbeitet medienübergreifend mit Installation, Skulptur, Video, Fotografie und Zeichnung. In ihrer Arbeit setzt sie sich mit Machtstrukturen auseinander, wie sie sich unter anderem in Architektur oder Alltagsgegenständen manifestieren. In ihrer Formensprache nehmen die Werke häufig Bezug auf die Minimal Art und Conceptual Art.
1999 gewann Bonvicini  den Goldenen Löwen auf der Venedig Biennale, 2005 den Preis der Nationalgalerie für Junge Kunst in Berlin, 2013 den Rolandpreis für Kunst in Bremen, und zuletzt den Oskar-Kokoschka-Preis 2020. 2012 wurde ihr der Titel Commander of the Order of Merit der italienischen Republik verliehen.

## Werke (Auswahl)
I Believe in the Skin of Things as in That of Women, 1999
Mit dem Werk I Believe in the Skin of Things as in That of Women erhielt Monica Bonvicini die Auszeichnung des Goldenen Löwen der 48. Biennale von Venedig, die von Harald Szeemann kuratiert wurde. Das Kunstwerk untersucht Geschlechterrollen, die im Bereich der Architektur manifestiert sind. Bonvicini beschreibt diese Arbeit als eine Konfrontierung mit der weiterhin als Boys´Club auftretenden Welt der Architektur. Die Installation ist ein Raum aus vier Trockenbauwänden und einem Boden mit der Grundfläche von vier mal sieben Metern. Auf die Innenwänden sind mit Bleistift karikaturistische Zeichnungen sowie Zitate von berühmten männlichen Architekten, wie August Perret, Adolf Loos und Leon Battista Alberti gezeichnet. Der Titel der Arbeit ist ein bekanntes Zitat von Le Corbusier.[7] Frei nach dem Stil der emanzipatorischen Comics der 1970er und 1980er (beispielsweise Claire Bretécher) entlarvt Bonvicini den sexistischen Tenor der zitierten Aussagen und illustriert ihre Komik mittels bildlicher Übersetzung. Dieses Kunstwerk ist ein Beispiel für Bonvicinis trockenen Humor und furchtlose Inhalte, die man auch in vielen anderen ihrer Werke wiederfindet.
She Lies, 2010
She Lies, 2010
Die permanente Installation She Lies wurde am 11. Mai 2010 öffentlich eingeweiht und wird in Norwegen bereits als nationales Wahrzeichen bezeichnet. Die Realisierung des Gewinnerentwurfs des von Public Art Norway und dem Opernhaus Oslo ausgeschriebenen und in Auftrag gegebenen Kunst am Bau Projektes wurde mitfinanziert durch den norwegischen Entrepreneur Chris Sveaas. She Lies liegt im nördlichsten Teil des Oslofjords vor dem Sitz der Norwegischen National Oper & Ballett. Die monumentale Skulptur (12 × 17 × 16 m) ist im Fjord verankert und treibt auf Grund der Winde und Gezeitenströmung in einem Radius von 50 m und sich um die eigene Achse drehend im Wasser. So ist die Sicht auf die Installation ebenfalls vollkommen in Abhängigkeit zu den natürlichen Gegebenheiten des Standortes. She Lies nimmt gestalterisch Bezug auf eines der berühmtesten Gemälde von Caspar David Friedrich Das Eismeer (1824) und lässt die Eismassen direkt vor die Tore Oslos treiben. Dies versteht sich als Kommentar zur heute umso aktuelleren Debatte um den Klimawandel. Auch in weiteren Werken der Künstlerin ist die Auseinandersetzung mit dem Aspekt der Klimaerwärmung von Wichtigkeit.
RUN, 2012
RUN, 2012
Die dauerhafte Installation wurde als Gewinnerbeitrag durch die Olympic Delivery Authority realisiert und anlässlich der Olympischen Sommerspiele 2012 im Queen Elizabeth Olympic Park in London errichtet. Bonvicinis Arbeit befindet sich auf dem Platz vor der London Handball Arena, die auch unter dem Namen Copper Box bekannt ist. Sie ist die größte von Olympic Delivery Authority realisierte Installation im gesamten Park. Als Reaktion auf die Gentrifizierungsprozesse und die sich ändernden urbanen Szenerien, die man in Vorbereitung auf die Olympischen Spiele in London beobachten konnte, zieht sie Referenzen zu Musik, Alternativ- und Popkultur. So ist die Arbeit eine künstlerische Widmung an das dynamische London der „Swinging Sixties“ der 1960er Jahre. Gestaltung und Titel der Arbeit lehnen sich an Texte und die Sprache der Populärmusik an. Dabei verweist die Arbeit auf Lieder jener Jahre wie zum Beispiel „Run, Run, Run“ von The Who, „Run for Life“ von The Beatles oder „Nowhere to run“ von Dusty Springfield.
Die neuen Meter hohe Installation selbst besteht aus den drei Buchstaben aus Stahl und Glas, welches tagsüber durch seine spiegelnden Oberflächen die Umgebung widerspiegelt. Im Inneren installiert befinden sich je 8000 LED-Lichter, welche die inneren Konturen der Buchstaben definieren. Durch den weiteren Einsatz des Spiegelglases im Inneren der Konstruktion entsteht großflächig der sogenannte Infinity-Mirror-Effekt, der den Buchstaben eine visuelle Dynamik verleiht. Während das Kunstwerk also die natürlichen Veränderungen durch die Lichtverhältnisse am Tag projiziert entwickeln sie in der Nacht einen leuchtenden visuellen Sog, der den Titel des Werkes erneut verstärkt. Nach mehrjähriger Reparatur aufgrund von Vandalismus wurde RUN im Juli 2022 wiedereröffnet.

As Walls Keep Shifting, 2019
As Walls Keep Shifting ist eine groß angelegte, ortsspezifische Arbeit: die Holzstruktur eines halben Hauses, in drei Teile zerlegt. Ohne Wände oder Fenster wird diese neu gebaut und steht im Dialog mit jeder neuen Institution, auf die sie trifft.
Das Kunstwerk, zuletzt 2022 im Kunsthaus Graz ausgestellt, präsentiert sich als Gerüst eines Einfamilienhauses im Maßstab 1:1. Ursprünglich aus wirtschaftlichen Gründen im Doppelpack konzipiert und errichtet, sind diese Doppelhaushälften auch heute noch in den nördlichen Regionen Italiens zu finden.
Bonvicinis Aneignung und Adaption dieses Haustyps wurde 2019 erstmals in der Originalversion im OGR in Turin gezeigt. In Graz liegt die Skulptur verstreut wie die Überreste einer kalkulierten Katastrophe: Das Obergeschoss schiebt sich auf das Erdgeschoss und verkeilt sich darin, während sich das Dach an die Wände des Kunsthauses lehnt und droht, den gesamten Raum zu übernehmen.
Der Titel des Kunstwerks, As Walls Keep Shifting, bezieht sich auf den Roman "House of Leaves" von Mark Z. Danielewski, der ebenfalls ein starkes metaphorisches Bild des Hauses als Lebensraum zeichnet. Die Holzkonstruktion reflektiert die Machtdynamik des Familiensystems, die sozioökonomische Peripherie und ihr Chaos. Das Projekt hinterfragt die Etablierung des privaten Raums und die daraus resultierenden Unzufriedenheiten, wie Abgeschiedenheit, intime Dynamiken, Enttäuschung und reaktionäre Gefühle.
Die architektonische Skulptur kann als nachhaltige Konstruktion betrachtet werden: Mit einem Holzhaus spart man im Durchschnitt 40 bis 50 % Energie im Vergleich zu Gebäuden aus Beton oder Ziegeln. Massivholz brennt nicht, es verkohlt langsam und nur an der Oberfläche; in Verbindung mit speziellen Dämmstoffen ermöglicht es einen sehr niedrigen Energieverbrauch. As Walls Keep Shifting wird aus etwa 20 Kubikmetern massivem Tannenholz, etwa 12 Tonnen Holz und mehr als 1000 Schrauben hergestellt.

Videoarbeiten
Neben skulpturalen und zweidimensionalen Arbeiten schuf Bonvicini auch zahlreiche Videos und Multimedia-Installationen. Diese Werke knüpfen an die Themen ihrer künstlerischen Praxis an und hinterfragen die Politik von Körper, Geschlecht, Raum, Architektur und Kunstinstitutionen. Manchmal gehen sie auf Performances zurück, wie ihre Videoarbeit No Head Man, die aus einer für die 27. Kunstbiennale von São Paulo konzipierten Performance hervorging. Die bewegten Bilder sind oft minimalistisch und beziehen sich auf die Geschichte des europäischen Nouvelle-Vague / Autoren-Kinos und avantgardistische Videokünstler wie Jack Goldstein. Die Videokunst Bonvicinis mit Werken wie Hausfrau Swinging, 1997, Hammering Out (an old argument), 1998, Destroy She Said, 1998, und No Head Man, 2009, ist  unter anderem Teil der Sammlung Julia Stoschek, Sammlung Hoffmann, FRAC Lorraine und Castello di Rivoli.

Hurricanes and other Catastrophes, 2006 - heute
2006 begann Bonvicini die Serie von Schwarz-Weiß-Zeichnungen, die Naturkatastrophen, ihre architektonischen Trümmer und soziale Folgen thematisieren. In Vorbereitung auf ihre Teilnahme an der Prospect.1 der ersten New Orleans Biennale 2008 bereiste Bonvicini die Umgebung von New Orleans und fertigte Fotos von Häusern an, die 2005 durch Hurrikan Katrina zerstört wurden. Diese bildeten die Grundlage für den ersten Zyklus der Serie und wurden ebenfalls erstmals im New Orleans Museum of Art ausgestellt. Im Folgenden verwendete Bonvicini zunehmend Bilder aus internationalen Nachrichtenbeiträgen als Basis für die Motiventwicklung, deren Begleittexte die Globale Erwärmung als Ursache der Naturkatastrophen nennen. Im Zuge des immer größeren weltweiten Bewusstseins und Dringlichkeit der Auseinandersetzung mit der Thematik des Klimawandels ist dieser Werkskomplex stetig erweitert worden und die Zeichnungen wurden bereits in zahlreichen Ausstellungen und 2018 als Kunstwerk im öffentlichen Raum in Wien präsentiert.

NEVER TIRE, 2020
NEVER TIRE ist eine Serie großformatiger Zeichnungen von Monica Bonvicini, die sich mit den politischen und emotionalen Umwälzungen des Jahres 2020 auseinandersetzt. Die Zeichnungen zeigen Phrasen, Texte und Zitate, die aus Textfragmenten von Autoren wie Judith Butler, Natalie Diaz, Soraya Chemaly, Andrea Dworkin und den Memoiren von Philip Johnson umgearbeitet wurden. Die Sätze werden ausgeschnitten, umgedreht und verändert, um ihnen eine neue Bedeutung zu geben, wobei oft mit der Ästhetik von Graffiti und Protestschildern gespielt wird. Die Serie wurde erstmals in der Einzelausstellung Monica Bonvicini: Lover's Material in der Kunsthalle Bielefeld ausgestellt.

## Werkabbildungen (Auswahl)

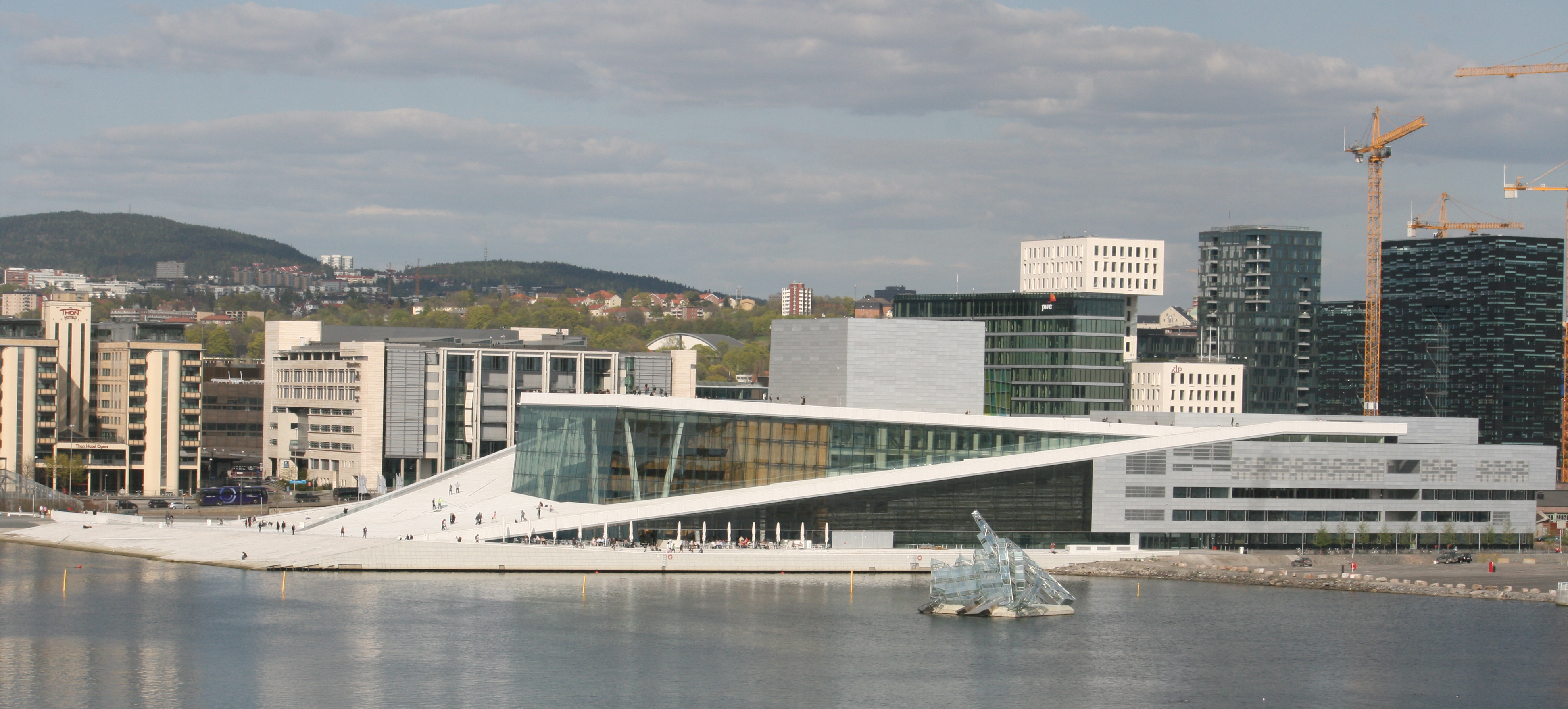
She Lies in Oslofjord, vor dem Opernhaus Oslo
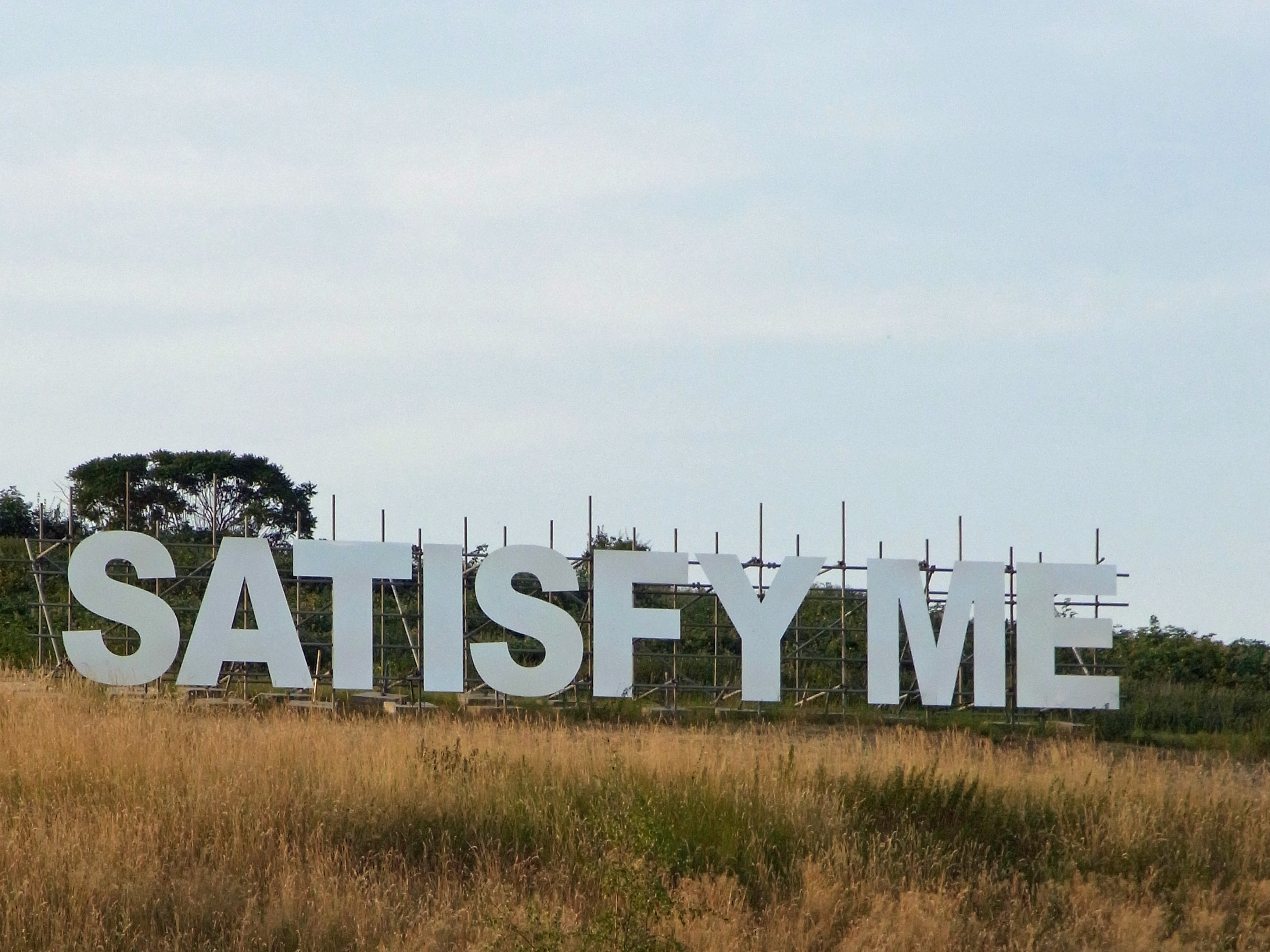
Satisfy me Emscherkunst.2010

## Auszeichnungen und Preise
- 1998: Paul-Cassirer-Preis, Berlin
- 1999: Goldener Löwe der Biennale di Venezia, Venedig, für den besten Pavillon.
- 2002: Overbeck-Preis für Bildende Kunst, Lübeck
- 2005: Preis der Nationalgalerie für junge Kunst, Berlin
- 2012: Rolandpreis für Kunst im öffentlichen Raum, Bremen
- 2019: Hans Platschek Preis, Hamburg[24]
- 2020: Oskar-Kokoschka-Preis[25]

## Ausstellungen (Auswahl)
- 1994: Kunst-Werke Berlin, Berlin; Die Ecken des Lebens oder über eine Perpektivische Architektur der Wahrheit
- 1998: Künstlerhaus Stuttgart, Stuttgart; Destroy she said
- 1999: Melbourne International Biennial 1999
- 1999: Galleria civica d’arte moderna e contemporanea (Turin); Monica Bonvicini-Bau. Katalog.
- 1999: Biennale di Venezia
- 2000: Kunsthaus Glarus, Schweiz; bad bed bud pad bet pub
- 2002: Kunstmuseum Aarhus, Dänemark
- 2002: New Museum of Contemporary Art, New York
- 2002: Museum of Modern Art, Oxford
- 2003/2004: Wiener Sezession mit Sam Durant, Wien
- 2004: Museum Abteiberg, Mönchengladbach
- 2005: Hamburger Bahnhof, Berlin
- 2005: Kunstraum Innsbruck, Innsbruck; Cut
- 2005: Biennale di Venezia
- 2006: Biennale von São Paulo, São Paulo, Brasilien
- 2007: SculptureCenter, Long Island City, NY
- 2009: Städtische Galerie im Lenbachhaus, München; Monica Bonvicini. Später: Kunsthaus Basel, Museum für Gegenwartskunst, Basel
- 2009: FRAC des Pays de Loire, Carquefou; danach: Museion, Bozen: This Hammer Means Business
- 2010: Biennale für Internationale Lichtkunst, Ruhrgebiet
- 2010: Emscherkunst.2010 mit dem Projekt Satisfy Me.
- 2010: Kunsthalle Fridericianum, Kassel; Both Ends[26]
- 2011: Biennale di Venezia, Illuminations, Mixed-Media Skulptur 15 Steps to the Virgin
- 2011: Dublin Contemporary 2011, Add Elegance to your Poverty, ursprünglich 2002.
- 2012: Museum Abteiberg, Mönchengladbach, und Deichtorhallen, Hamburg, Desire, Desiese, Devise – Zeichnungen 1986–2012.
- 2013: Kunsthalle Mainz, Monica Bonvicini, Sterling Ruby
- 2013: Musée d’Art Moderne Grand-Duc Jean – MUDAM, Luxemburg: Damage Control; Gruppenausstellung
- 2013: Hamburger Bahnhof, Berlin, Wall Works
- 2014: Witte de With – Center for Contemporary Art, Rotterdam, The Crime was almost perfect
- 2014: Städtische Galerie im Lenbachhaus, München, Playtime
- 2016: Baltic Center for Contemporary Art, her hand around the room
- 2017: Berlinische Galerie, Berlin, Monica Bonvicini 3612,54 M³ VS 0,05 M³
- 2019: Belvedere 21, Wien, I CANNOT HIDE MY ANGER
- 2019: OGR Torino, Turin, As Walls Keep Shifting[27][24]
- 2020: Kunsthalle Bielefeld, LOVER’S MATERIAL, Kuratorin Christina Végh
- 2021: Italian Cultural Institute Stockholm, Power Joy Humor Resistance
- 2022: Kunsthaus Graz, I Don't Like You Very Much[28]
- 2022: Kunst Museum Winterthur, Hurricanes and Other Catastrophes[29]
- 2022: Bauhaus Museum Dessau, Structural Psychodrama #5[30]
- 2022/23 Neue Nationalgalerie, Berlin[31]

## Werke in öffentlichen Sammlungen (Auswahl)
- TBA21 – Thyssen-Bornemisza Art Contemporary, Wien
- FRAC Lorraine, Metz
- Julia Stoschek Collection, Düsseldorf
- Neues Museum Weimar, Weimar
- Museo d’Arte Contemporanea Castello di Rivoli, Turin
- Migros Museum für Gegenwartskunst, Zürich
- Neue Galerie, Graz
- Museum of Modern Art (MOMA), New York City
- Städtische Galerie im Lenbachhaus, München
- Museion, Bozen
- Arco Foundation, Madrid
- Fondazione MAXXI - Museo Nazionale delle Arti del XXI secolo

## Permanent installierte Werke im öffentlichen Raum
- 2010: Hun ligger (She Lies), Bjørvika Fjord neben dem Opernhaus Oslo[32]
- 2012: RUN, Olympiapark London
- 2021: Power Joy Humor Resistance, Weserburg Museum für moderne Kunst

## Monografien und Ausstellungskataloge (Auswahl)
- Kunsthalle Bielefeld, Christina Végh (Hrsg.): Monica Bonvicini. Hot Like Hell. Kat. Kunsthalle Bielefeld, Snoeck Verlagsgesellschaft, Köln 2021. ISBN 978-3-86442-336-9
- Belvedere 21 (Hrsg.): I CANNOT HIDE MY ANGER. König Books, 2019. ISBN 978-3-96098-641-6
- Berlinische Galerie (Hrsg.): Monica Bonvicini. Kerber Verlag, 2017. ISBN 978-3-7356-0388-3
- Monica Bonvicini. Survey by Janet Kraynak, Interview by Alexander Alberro, Focus by Juliane Rebentisch, Artist’s Writing by Monica Bonvicini. Phaidon Press, 2014. ISBN 978-0-7148-6705-2
- Museum Abteiberg Mönchengladbach, Deichtorhallen Hamburg/Sammlung Falckenberg (Hrsg.): Monica Bonvicini – Disegni. Distanz Verlag, Berlin 2012. ISBN 978-3-942405-68-3
- Kunsthalle Fridericianum (Hrsg.): Monica Bonvicini. Both Ends. Kunsthalle Fridericianum und Verlag der Buchhandlung Walther König, Köln 2010. ISBN 978-3-86560-873-4
- Secession Wien (Hrsg.): Monica Bonvicini / Sam Durant. Break it / Fix it. Revolver Publishing, Frankfurt (am Main) 2003, ISBN 978-3-937577-00-5

## Bibliographie (Auswahl)
- Casati, R. (Host). (2020, October 98). The Grisebach-Podcast (No.10) [Audio podcast episode] Accessed 15 February 2021: https://grisebach.podigee.io/10-neue-episode
- Jennifer Allen. "You Have Something under Your Belt and Something over Your Head. And You Need Both" Spike Art Magazine. Accessed August 2, 2018: https://www.spikeartmagazine.com/en/articles/monica-bonvicini-you-have-something-under-your-belt-and-something-over-your-head-and-you
- Massimiliano Gioni. "Monica Bonvicini. Destroy She Says" Flash Art. Accessed August 2, 2018: https://www.flashartonline.com/article/monica-bonvicini/
- Alexander Alberro, Janet Kraynak and Juliane Rebentisch, Monica Bonvicini, Phaidon Press, London, 2014.
- Art Agenda. "Monica Bonvicini – She Lies in Oslo." 2011. Accessed March 11, 2017. http://www.art-agenda.com/shows/monica-bonvicini-she-lies-in-oslo/.
- BALTIC Centre for Contemporary Art. "Monica Bonvicini." Accessed February 2017. http://www.balticmill.com/whats-on/monica-bonvicini
- Dan Cameron and Susanne von Falkenhausen, Monica Bonvicini, Hopefulmonster, Turin, 2000.
- Harald Falkenberg, Susanne Titz and Bettina Steinbrügge, Monica Bonvicini: Disegni, Distanz, Berlin, 2012.
- Jane Harris. "Monica Bonvicini." Art Forum, 2003, Accessed February 2017. https://www.artforum.com/index.php?pn=interview&id=1061
- Jan Verwoert, Matthias Mühling and Nikola Dietrich, Monica Bonvicini, DuMont, Cologne, 2009.
- Jonas Marx. "Monica Bonvicini – She Lies in Oslo." Art Agenda. 2010. Accessed February 2017. http://www.art-agenda.com/shows/monica-bonvicini-she-lies-in-oslo/.
- The Museum of Modern Art.  "Monica Bonvicini | Artist.". Accessed February 2017. https://www.moma.org/artists/28568
- The Telegraph. "Olympic Park artwork is up and running." The Telegraph. January 13, 2012. Accessed March 15, 2017. https://www.telegraph.co.uk/sport/olympics/london-2012-festival/9013345/Olympic-Park-artwork-is-up-and-running.html.
- Vanessa Joan Müller and Ursula Maria Probst, Monica Bonvicini: BOTH ENDS, Verlag der Buchhandlung Walther König, Cologne, 2010